# John Tempesta
John Joseph Tempesta (26 de septiembre de 1964, Nueva York) es un baterista estadounidense, actualmente en la agrupación The Cult. También ha tocado en bandas como Exodus, Testament, Iommi y White Zombie. Ha trabajado junto al cantante Rob Zombie en sus proyectos solistas y ha sido técnico de batería de Charlie Benante, baterista de la agrupación Anthrax. 

## Discografía

### Exodus
- Impact is Imminent (1990)
- Good Friendly Violent Fun (1991)
- Force of Habit (1992)

### Testament
- Low (1994)
- First Strike Still Deadly (2001)
- Live in London (2005)

### White Zombie
- Astro-Creep: 2000 (1995)

### Rob Zombie
- Hellbilly Deluxe (1998)
- The Sinister Urge (2001)
- Past, Present & Future (2003)
- The Best of Rob Zombie (2006)

### Helmet
- Size Matters (2004)

### Scum of the Earth
- Blah...Blah...Blah...Love Songs for the New Millennium (2004)

### The Cult
- Born into This (2007)
- Capsule EPs (2010)
- Choice of Weapon (2012)
- Hidden City (2016)

### Emphatic
- Another Life (2013)

### Motor Sister
- Ride (2015)